# Jordânia (Minas Gerais)
Jordânia es un municipio brasileño del estado de Minas Gerais. Se localiza a una latitud 15º54'01" sur y a una longitud 40º10'41" oeste, estando a una altitud de 198 metros. Su población estimada en 2004 era de 10.040 habitantes.
Posee un área de 551,74 km². 